# Тищенко, Николай Маркович
Николай Маркович Тищенко (укр. Микола Маркович Тищенко; 14 ноября 1956, Харьков, Украинская ССР, СССР — 9 апреля 2018) — советский и украинский учёный-правовед, специалист в области административного права и административного процесса. Доктор юридических наук (2000), профессор (2003). Член-корреспондент Национальной академии правовых наук Украины. Заслуженный деятель науки и техники Украины (2008). Работал в Национальном юридическом университете имени Ярослава Мудрого, где занимал должности профессора кафедры административного права и декана факультета подготовки кадров для Пенсионного фонда Украины.

## Биография
Николай Тищенко родился 14 ноября 1956 года в Харькове. Высшее образование получил в Харьковском юридическом институте. После окончания вуза в 1979 году начал в нём трудиться. В 1984 году занял должность ассистента кафедры криминалистики Харьковского юридического института.
В 1991 году перешёл на кафедру административного права Украинской юридической академии (до 1991 года — Харьковский юридический институт), где последовательно занимал должности доцента и профессора. В 2001 году после создания факультета подготовки кадров для системы Пенсионного фонда (позже переименован в факультет подготовки кадров для Пенсионного фонда Украины) в Национальной юридической академии Украины имени Ярослава Мудрого, Николай Маркович был назначен его деканом. Возглавляя факультет, продолжал заниматься научно-педагогической работой, оставаясь профессором кафедры административного права.
В 2012 году после реорганизации кафедры административного права и выделения из неё кафедры административного права и административной деятельности, перешёл работать на новую кафедру. Продолжал оставаться деканом факультета вплоть до 2014 года, когда передал полномочия доценту И. В. Борисенко.
В последние четыре года жизни трудился в ряде высших учебных заведений Украины, в том числе на должности профессора кафедры административного и информационного права Института права и психологии Национального университета «Львовская политехника».
Николай Маркович Тищенко скончался 9 апреля 2018 года.

## Научная деятельность

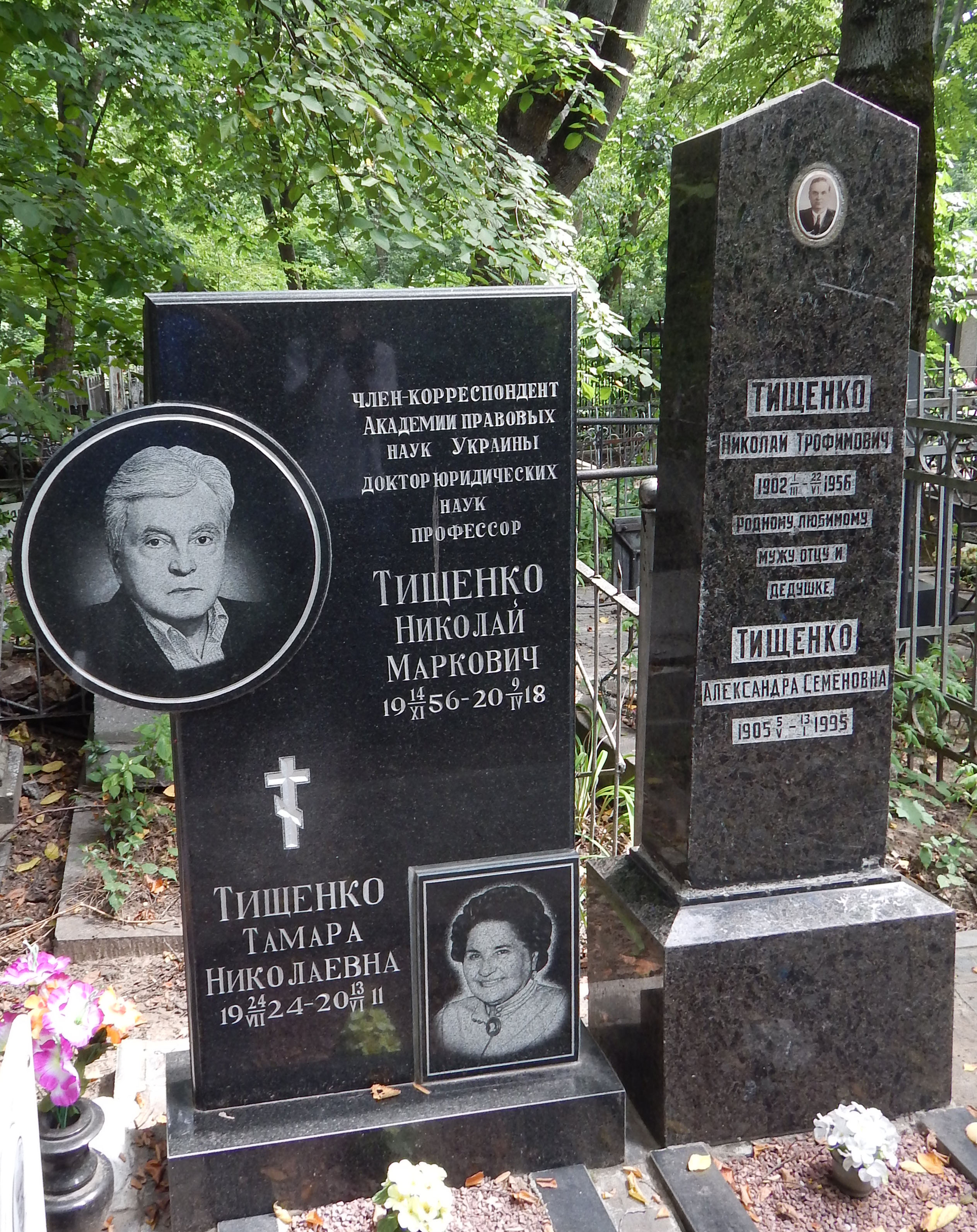
Могила на Втором городском кладбище Харькова

Николай Маркович занимался исследованием проблем административного права, административно-процессуального права и административного судопроизводства, правового статуса граждан в области государственного управления и обеспечения законности в этой области.
В 1988 году Николай Тищенко защитил диссертацию на соискание учёной степени кандидата юридических наук по теме «Правовой статус субъектов по делам об административных правонарушениях». Научным руководителем данной работы стал профессор Р. С. Павловский, а официальными оппонентами были профессор В. И. Новосёлов и доцент А. Н. Крамник. В 1999 году Николай Маркович защитил диссертацию на соискание учёной степени доктора юридических наук по теме «Административно-правовой статус гражданина Украины: проблемы теории и пути усовершенствования». Его официальными оппонентами были профессора А. М. Бандурка, Р. А. Калюжный и Л. В. Коваль. В 2000 году ему была присвоена учёная степень доктора юридических наук, а в 2003 году — учёное звание профессора. Также был избран (до 2014 года) член-корреспондентом Национальной академии правовых наук Украины.
Помимо научной работы, занимался также научно-практической деятельностью. Принимал участие в написании проектов Административно-процессуального кодекса Украины и Кодекса Украины об административных правонарушениях.
Николай Маркович стал автором и соавтором более чем 80 публикаций. Среди его научных трудов основными считаются: «Гражданин в административном процессе» (1998), «Административно-правовой статус гражданина Украины: проблемы теории и пути усовершенствования» (1998), «Административный процесс» (2001, соавтор), «Административное право Украины» (2001, соавтор), «Административное право Украины. Общая часть» (2004, соавтор), «Административное право Украины. Академический курс» (2005, соавтор), «Права граждан в области исполнительной власти: административно-правовое обеспечение реализации и защиты» (2007, соавтор), «Административное право Украины. Академический курс» (2008, соавтор двухтомного учебника), «Административное право Украины. Общая часть. Академический курс» (2011, соавтор учебника), «Административное право» (2012, соавтор учебника), «Административное право. Общая часть» (2012, соавтор учебного пособия), «Военная администрация» (2013, соавтор учебного пособия), «Правовой статус военнослужащих в Украине: проблемы теории и усовершенствования правового регулирования» (2014, соавтор монографии). Входил в редакционную коллегию журнала «Наше право».
Также активно занимался научно-педагогической работой. Был членом нескольких специализированных учёных советов по защите диссертаций и научным руководителем, по меньшей мере, десяти кандидатов юридических наук.

## Награды
Николай Маркович был удостоен следующих почётных званий, премий и отличий:
- Почётное звание «Заслуженный деятель науки и техники Украины» (Указ Президента Украины[укр.] № 422/2008 от 14 мая 2008) — «за весомый личный вклад в развитие отечественной науки, подготовку высококвалифицированных специалистов, многолетний добросовестный труд и по случаю дня науки»[13];
- Премия имени Ярослава Мудрого в номинации «за подготовку и издание учебников для студентов юридических специальностей высших заведений образования» (2011)[14];
- Почётное отличие Пенсионного фонда Украины;
- Почётное звание «Почётный профессор Запорожского национального университета».